# Hans Augustin (Jurist)
Hans Augustin (* 11. September 1909 in Rastatt; † 27. Mai 1977 in Hannover) war ein deutscher Jurist, stellvertretender Leiter der Gestapostelle Kassel und Landrat zur Zeit des Nationalsozialismus.

## Leben
Augustin, Sohn eines Regierungsoberinspekteurs, schloss das Realgymnasium in Potsdam 1928 mit dem Abitur ab. Danach absolvierte er bis 1932 ein Jurastudium an der Universität Berlin, das er 1936, nach seiner Referendariatszeit, mit dem zweiten Staatsexamen abschloss. Nach der Machtübernahme durch die Nationalsozialisten trat Augustin zum 1. Mai 1933 der NSDAP bei (Mitgliedsnummer 2.279.541). Ab Sommer 1936 war er als Regierungsassessor bei der Gestapo in Breslau tätig. Im Februar 1938 wurde Augustin stellvertretender Leiter der Gestapostelle Kassel. Diese Funktion übte der mittlerweile zum Regierungsrat ernannte Augustin bis zum April 1940 aus. Im Dezember 1938 hatte sich Augustin um Aufnahme in die SS beworben; ob dieses Aufnahmegesuch erfolgreich war, ist nicht bekannt. Ab Frühjahr 1940 war Augustin bei der Stapo in Stettin stellvertretender Dienststellenleiter.
Anfang Februar 1941 wechselte Augustin ins deutsch besetzte Polen in den Distrikt Lublin des Generalgouvernements. Ab Ende März 1941 leitete Augustin das Personalamt im Distriktamt Lublin unter dem Gouverneur Ernst Zörner. Ab September 1941 war er als Kreishauptmann in Chełm und danach ab April in gleicher Funktion im Kreis Biłgoraj tätig. „In Biłgoraj führte er Deportationen von Juden durch.“
Anfang Dezember 1942 wurde Augustin zur Wehrmacht eingezogen und kam Anfang Mai 1945 in amerikanische Kriegsgefangenschaft. Danach kam er in britische Internierung. Vom Spruchgericht Benefeld-Bomlitz wurde er am 26. Februar 1948 zu einem Jahr Gefängnis verurteilt; die Strafe galt wegen der Internierungszeit als verbüßt. Bei der Entnazifizierung wurde er am 25. November 1949 als Mitläufer eingestuft mit fünfjähriger Beförderungssperre. Von 1952 bis 1955 war Augustin als Rechtsanwalt in Langenhagen tätig und danach als Oberregierungsrat im Verwaltungsamt des Landes Niedersachsen. Ein gegen ihn eingeleitetes Ermittlungsverfahren der Staatsanwaltschaft Hannover wurde am 1. Juli 1975 „außer Verfolgung“ gesetzt.